# Genel Energy
Genel Energy plc là một công ty dầu khí có văn phòng đăng ký tại Jersey và văn phòng thực địa tại Thổ Nhĩ Kỳ. Công ty được niêm yết tại Sở giao dịch chứng khoán London. Công ty có các hoạt động thăm dò và sản xuất ở Bắc Iraq với kế hoạch mở rộng hoạt động sang các nước Trung Đông và Bắc Phi khác. Công ty sở hữu các quyền trong sáu hợp đồng chia sẻ sản xuất, bao gồm cả quyền lợi ở Taq Taq, Tawke và Chia Surkh.
Genel Energy được thành lập vào năm 2011 là kết quả của việc mua lại ngược lại Genel Enerji của Thổ Nhĩ Kỳ bởi công ty đầu tư Vallares của Tony Hayward. Vallares được thành lập bởi Tony Hayward, nhà tài chính Nat Rothschild và chủ ngân hàng Julian Metherell. Genel Enerji do Mehmet Emin Karamehmet kiểm soát thông qua Tập đoàn Çukurova (56%) và gia đình Mehmet Sepil (44%). Năm 2009, Genel Enerji dự định hợp nhất với Heritage Oil; thỏa thuận sau đó đã không bao giờ được tiếp tục.